# Kálvin tér (métro de Budapest)
Kálvin tér est une station du métro de Budapest. Elle est sur les   .

## Lieux remarquables à proximité
- Kálvin tér
- Kiskörút
- Baross utca
- Ráday utca
- Musée national hongrois
- Université réformée Gáspár Károli
- Bibliothèque centrale Ervin Szabó
- Temple réformé de Kálvin tér